# Станіслав Платек
Станіслав Богуміл Платек (пол. Stanisław Bogumił Płatek; 5 лютого 1951, Катовиці) — польський шахтар, активіст профспілки Солідарність. Учасник оборони шахти «Вуек» 16 грудня 1981 року. Інтернований під час воєнного стану, заарештований і засуджений військовим судом. У Третій Речі Посполитій — профспілковий і громадський діяч.

## Шахтар-активіст
Народився у робітничій сім'ї. Працював у Катовицях на заводі експериментальних приладів, з 1973 року — на шахті «Вуєк». Закінчив Гірничий технікум. З 1978 року був членом урядущої компартії ПОРП.
1 вересня 1980 року Станіслав Платек приєднався до страйкового руху. Став одним із засновників профспілкової організації Солідарності на шахті «Вуєк», головою ревізійної комісії. У березні 1981 року, після Бидгощських подій, на знак протесту вийшов з ПОРП. Підтримував радикально-антикомуністичний курс лідера Катовицької воєводської «Солідарності» Анджея Розплоховського.

## Ватажок страйку
13 грудня 1981 року у ПНР ввели воєнний стан. Шахта «Вуєк» за розпорядженням WRON підлягала мілітаризації, переходила під управління військового комісара, робітники оголошувалися призваними на військову службу. Того ж дня Станіслав Платек очолив страйковий комітет на шахті «Вуєк». Страйкарі вимагали скасувати воєнний стан, припинити переслідування «Солідарності», звільнити інтернованих і заарештованих активістів, зокрема голову профкому шахти Яна Людвічака.
Переговори страйкового комітету із представником воєводського армійського штабу полковником Петром Гембкою та військовим комісаром шахти полковником Вацлавом Римкевичем не дали результатів. Робітники погоджувалися пустити на шахту армійську частину, але не міліцію, не ЗОМО й поготів («Тут не злочинці!»). Страйкарі почали готуватися до оборони. Понад п'ятсот людей озброїлися палицями, лопатами, молотками, гідравлічними шлангами, іншими шахтарськими знаряддями праці. Станіслав Платек брав у цих приготуваннях активну участь.
Увечері 15 грудня оперативний штаб Воєводського комітету оборони під керівництвом коменданта міліції полковника Єжи Груби вирішив застосувати військову силу. До шахти було стягнуто вісім рот і спеціальний взвод ЗОМО, три армійські мотострілецькі й одна танкова рота за підтримки ОРМО та допоміжних міліційних формувань. 16 грудня 1981 року на шахті «Вуєк» сталося силове зіткнення.
Посилені танками підрозділи ЗОМО атакували шахту. Шахтарі вперто чинили опір і навіть здійснили контратаку, захопивши в полон двох офіцерів і рядового ЗОМО. Дев'ятеро шахтарів загинули. Десятки поранених були з обох боків. Станіслав Платек брав участь у фізичному протиборстві, отримав вогнепальне поранення в руку.
У підсумку шахта «Вуєк» була окупована міліцією та військами. Держбезпека розпочала арешти ватажків страйку. В арешті Платека брав участь полковник ЗОМО Казімєж Вільчинський, який командував штурмом шахти. Тримався він знущально, погрожував зброєю, але Платека встиг забрати армійський військовий лікар.
9 лютого 1982 року суд Сілезького військового округу виніс вироки восьми шахтарям. Станіслав Платек, визнаний головним причинцем, отримав найбільший термін — 4 роки ув'язнення. Відбував ув'язнення у Забже та Вроцлаві. Звільнений умовно за станом здоров'я у лютому 1983 року. У липні того ж року був амністований при скасуванні воєнного стану.

## Підпілля та повернення
Назад на шахту його не приймали. До 1986 року Станіслав Платек працював у ремонтній бригаді спортивного клубу «Гварек» у місті Тарновські Гури. Співпрацював із підпільними структурами «Солідарності», які координував майбутній прем'єр-міністр Польщі Єжи Бузек. Розповсюджував нелегальні видання, особливо шахтарської тематики.
У 1988 році Платек активно приєднався до нової страйкової хвилі. У лютому-березні 1989 року брав участь у відтворенні «Солідарності» Сілезького регіону. Був головою профспілкової організації та її ревізійної комісії. 13 грудня 1992 року виправданий Верховним судом Польщі. Це дозволило Платеку у 1993 році повернутися працювати на шахту «Вуєк». Вийшов на пенсію у 2006 році.

## Діяльність пам'яті
Щороку Станіслав Платек брав участь у пам'ятних заходах 16 грудня. Очолював громадський комітет з будівництва пам'ятника шахтарям, які загинули на шахті «Вуєк» — монумент зведено у 1991 році. Був співзасновником і головою Спілки політв'язнів періоду воєнного стану. Проводив регулярні екскурсії музеєм страйку шахти «Вуєк» і зустрічі з робочою й учнівською молоддю. Був організатором міжнародного меморіального шахового турніру пам'яті «Дев'ятьох з „Вуєка“».
Виступав свідком звинувачення на судових процесах над офіцерами та бійцями ЗОМО, що утихомирювали «Вуєк». Визнаючи факт силового опору шахтарів, підкреслює його оборонний характер і справедливість цілей. Декілька обвинувачених (командири нижчої ланки та рядові) яких визнали винними засуджені до різних термінів ув'язнення. Після винесення вердикту Платек заявив, що на лаві підсудних мали бути присутніми, хоча б за офіцерською честю, не лише безпосередні учасники розстрілу шахтарів, а і їхні начальники полковник Вільчинський, генерал Груба, та керівники режиму воєнного стану генерали Ярузельський, Кіщак, Цястонь і Бейм.
Всю свою громадську діяльність Станіслав Платек присвятив традиціям ранньої «Солідарності» та пам'яті загиблих товаришів. Від сучасних політичних конфліктів Платек принципово дистанціювався, у виборчих кампаніях не брав участі, у партіях не перебував. Вважав, що мети — звільнення Польщі — було досягнуто, і вона коштувала боротьби, проте ніщо не варте ціни людського життя.
Станіслава Платека нагороджено Офіцерським хрестом ордена Відродження Польщі. Почесний громадянин Катовиці. Одружений, має сина.